# Ревалоризација
Ревалоризација је најједноставније речено повећање вредности једне валуте у односу на другу, стим што није ограничено само на то. Супротно ревалоризацији је девалвација. Такође треба напоменути да мењање номиналне вредности валуте (издавање исте валуте са нижим номиналним вредностима) без повећања куповне моћи је деноминација. У систему пливајућег курса валуте пораст вредности исте се назива апресијација.